# Pilosocereus catingicola
Pilosocereus catingicola ist eine Pflanzenart in der Gattung Pilosocereus aus der Familie der Kakteengewächse (Cactaceae). Das Artepitheton catingicola bedeutet ‚die Caatinga bewohnend‘.

## Beschreibung
Pilosocereus catingicola wächst baumförmig oder strauchig, verzweigt oberhalb der Basis und erreicht Wuchshöhen von 3 bis 10 Metern. Die glatten Triebe sind olivgrün bis glauk und haben Durchmesser von 3,5 bis 12 Zentimetern. Es sind 4 bis 12 Rippen vorhanden, die manchmal Querfurchen aufweisen. Die nicht durchscheinenden Dornen sind gelblich braun. Die aufsteigenden bis abstehenden 1 bis 11 Mitteldornen sind 0,2 bis 4 Zentimeter lang. Die 8 bis 12 ausgebreiteten Randdornen sind 3 bis 13 Millimeter lang. Der blühfähige Teil der Triebe ist nur schwach ausgeprägt. Er ist auf 1 bis 3 Rippen beschränkt. Aus den darauf befindlichen Areolen entspringen weiße bis graue Haare von bis zu 3 Zentimeter Länge.
Die sich weit öffnenden, weißen Blüten sind an der Außenseite hellgrün. Sie sind 5,5 bis 6,7 Zentimeter lang und weisen Durchmesser von 4,7 bis 7 Zentimetern auf. Die niedergedrückt kugelförmigen Früchte erreichen Durchmesser von 4,2 bis 6 Zentimetern, reißen seitlich auf und enthalten ein magentafarbenes Fruchtfleisch.

## Systematik, Verbreitung und Gefährdung
Pilosocereus catingicola ist im Nordosten Brasiliens in der Caatinga-Vegetation verbreitet.
Die Erstbeschreibung als Cereus catingicola wurde 1908 von Max Gürke veröffentlicht. Ronald Stewart Byles und Gordon Douglas Rowley stellten sie 1957 in die Gattung Pilosocereus. Weitere nomenklatorische Synonyme sind Cephalocereus catingicola (Gürke) Britton & Rose (1920), Pilocereus catingicola (Gürke) Werderm. (1933) und Pseudopilocereus catingicola (Gürke) Buxb. (1968).
Es werden die beiden Unterarten:
- Pilosocereus catingicola subsp. catingicola
- Pilosocereus catingicola subsp. salvadorensis (Werderm.) Zappi

unterschieden.
Pilosocereus catingicola subsp. salvadorensis wurde in der Roten Liste gefährdeter Arten der IUCN von 2002 als „Near Threatened (NT)“, d. h. gering gefährdet geführt. Nach der Überarbeitung der Liste 2013 wird die Art als „Least Concern (LC)“, d. h. als nicht gefährdet geführt und die Unterart Pilosocereus catingicola subsp. salvadorensis aus der Liste ausgeschlossen.

## Nachweise